# 3218 Delphine
3218 Delphine è un asteroide della fascia principale. Scoperto nel 1960, presenta un'orbita caratterizzata da un semiasse maggiore pari a 2,5224545 UA e da un'eccentricità di 0,2167310, inclinata di 2,70138° rispetto all'eclittica.